# Osama Daghles
Osama Daghles, également connu sous le nom de Sam Daghles, né le 18 septembre 1979, à Taiyuan, dans la province du Shanxi en Chine, est un joueur jordanien de basket-ball. Il évolue au poste d'arrière.

## Palmarès
- 3e du championnat d'Asie 2009
- Finaliste du championnat d'Asie 2011